# Gestão do Esporte
A Gestão do Esporte (ou Sport Management em inglês) é uma área de conhecimento e atuação que envolve o gerenciamento das diversas atividades e organizações existentes no segmento da “Indústria do Esporte”, ou seja, ações práticas, eventos e produtos que se relacionam com inúmeras modalidades esportivas e as diferentes organizações envolvidas. Além disso, a Gestão do Esporte também pode englobar o gerenciamento de programas e projetos esportivos que são ofertados pelo poder público.

## Origem e História
O surgimento da Gestão do Esporte pode ser considerado a partir do desenvolvimento do próprio Esporte Moderno, já que toda e qualquer atividade esportiva necessitava e necessita de uma organização. Entretanto, sua consolidação enquanto área de conhecimento se deu somente na década de 1960, com a criação dos primeiros programas acadêmicos nos Estados Unidos. Os principais responsáveis pelo aumento da complexidade na gestão de franquias do esporte profissional americano foram as altas demandas do próprio esporte profissional, mas também do esporte universitário, assim como o desenvolvimento dos meios de comunicação e aumento do consumo de produtos esportivos.
Assim, ao longo dos anos houve um aumento da complexidade na intervenção profissional de gestores do esporte, o que acabou motivando o desenvolvimento da área pelo mundo. Na Europa, com relação ao “Esporte Para Todos” ou com situações relacionadas com o próprio fenômeno esportivo, como seu poder educacional, seus eventos, empreendimentos e até mesmo negócios existentes em todo o globo. 
No Brasil, apenas em 1978, é que surge um dos primeiros registros de cursos específicos na área da Gestão do Esporte, sob o título “curso de especialização em Administração Esportiva da Escola de Educação Física da Universidade de São Paulo. Entretanto, apenas no final da década de 1990 e 2000 que a área ganhou mais força no país, através de um ensino mais objetivo e a existência de disciplinas específicas, principalmente nos cursos de Educação Física e Esporte.
Já no final da década de 2000 e início da década de 2010, com a organização dos grandes eventos esportivos no Brasil, surgem também cursos profissionalizantes denominados “Tecnólogos em Gestão Desportiva e Lazer” e cursos  institucionais, promovidos por organizações como o Comitê Olímpico do Brasil. Em um levantamento recente foi possível identificar cerca de 50 cursos de Tecnólogos em Gestão Desportiva e Lazer e 119 cursos de especialização no nível de pós-graduação do tipo lato sensu no Brasil. Por outro lado, não existem cursos de Bacharelado e/ou cursos de pós-graduação stricto lato sensu específicos em níveis de mestrado e doutorado. Contudo, existem algumas linhas de pesquisa relacionadas à Gestão do Esporte em programas de pós-graduação de Educação Física.
Em relação à atuação prática, em outros centros, a Gestão do Esporte já está consolidada e é considerada parte essencial do desenvolvimento do Esporte, já no Brasil a situação encontra-se em estágio de transição. Isto significa que a área encontra-se entre um amadorismo completo, realizando reflexões sobre uma melhor profissionalização do profissional, neste caso do gestor esportivo e iniciando um movimento que envolva a existência de uma Gestão do Esporte ética, responsável, transparente e mais profissional. No Brasil, a atuação e valorização de gestores pela sociedade e pelos setores públicos e privados envolve a necessidade de uma visão estratégica, a busca por efetividade e um melhor desenvolvimento do esporte nacional.

## Aplicação
A Gestão do Esporte possui como principal objetivo realizar o gerenciamento efetivo, eficaz e eficiente das atividades e organizações esportivas. Onde a eficácia refere-se ao resultado alcançado, a eficiência envolve a forma com que ele é alcançado e a partir de ambas, o gestor esportivo poderá perceber a efetividade, ou seja, à capacidade em se alcançar os resultados e objetivos pretendidos.
Dessa forma, o ensino e a pesquisa científica são fatores que podem contribuir para melhorar o gerenciamento na área da Gestão do Esporte no Brasil, e do conhecimento produzido a partir desses estudos relacionados a problemas reais do contexto prático das atividades e organizações esportivas, é possível alinhar as tomadas de decisões dos gestores esportivos com maior embasamento e consistência, superando erros frequentes que podem ser observados no contexto esportivo brasileiro.

## Conhecimentos Necessários
A Gestão do Esporte também pode ser definida como a utilização e aplicação de diferentes conhecimentos oriundos principalmente das Ciências do Esporte e da Administração, no gerenciamento das diferentes atividades e organizações existentes que envolvem o fenômeno Esporte.
Entretanto, a gestão pode envolver diversos tipos de conhecimentos, já que envolverá experiências adquiridas ao longo da vida, conhecimento científico e entendimento do objeto para se tomar decisões que posteriormente irão servir para o planejamento, para a estruturação, para controle e para a avaliação de determinadas atividades ou organizações. Assim, na Gestão do Esporte é preciso conhecer, saber fazer, fazer e refletir sobre o que está sendo gerido. Para gerir algo relacionado com o fenômeno Esporte é preciso principalmente conhecer o universo da prática, da atividade, do serviço ou do produto esportivo, respeitando sempre o conhecimento científico e a importância social do Esporte. 
Dessa forma, a Gestão do Esporte é uma área que pode ser vista como interdisciplinar, multidisciplinar e até transdisciplinar, na qual os conhecimentos pessoais, das Ciências do Esporte e da Administração irão se unir para o gerenciamento das atividades existentes e que envolvem o fenômeno Esporte. As experiências ao longo da vida darão algumas perspectivas sobre como lidar com as pessoas e como lidar com as dificuldades e pressões presentes no meio esportivo. A partir das Ciências do Esporte é possível conhecer as práticas esportivas, as necessidades para o pleno desempenho esportivo, individual, social, econômico e cultural dos seus praticantes. Enquanto a partir da Administração, é possível conhecer os aspectos relacionados ao planejamento, estratégia, governança, finanças, recursos humanos, marketing e empreendedorismo. 
Como a Gestão do Esporte se insere em inúmeros tipos de organizações e situações, outras áreas também se interagem em seu escopo, como o Direito, a Economia, a Sociologia, a Psicologia, a Comunicação, a Política, dentre outras. 

## Gestor Esportivo[12]
Não é possível definir um único perfil de profissional, entretanto, é possível delinear algumas competências que o gestor esportivo deve possuir independentemente da organização esportiva ou atividade desempenhada. 
O gestor esportivo deve conhecer o objeto que irá gerir, neste caso o Esporte, bem como as ferramentas da administração; ter a capacidade de conjugar e lidar com políticas; definir a missão da organização; desenvolver o planejamento; convergir os recursos humanos para os objetivos a serem alcançados; conhecer e estimular técnicas de marketing, imagem e comunicação; elaborar políticas de gestão de qualidade; dentre outros. 
Quando o gestor esportivo exercer uma posição de liderança, seja em uma atividade ou em uma organização que se contextualiza como interdisciplinar, este deve se preocupar com suas habilidades e capacidades de coordenar pessoas e recursos. 
Além disso, independentemente do perfil e das competências necessárias para o trabalho como gestor esportivo, é preciso que esses profissionais tenham profissionalismo, continuem em uma jornada de educação continuada, tenham uma visão ampla do futuro de sua organização esportiva e do contexto no qual estão inseridos. 

## Grupos de Pesquisa
Existem 31 grupos de pesquisas que possuem linha de pesquisa direta (alguns indiretamente) com a Gestão do Esporte. Os grupos foram identificados após análise de 144 resultados (excluindo duplicados e linhas de pesquisa) no Diretório dos Grupos de Pesquisa no Brasil – Lattes/CNPq utilizando os seguintes descritores: Gestão + (d)Esporte(iv) e Administração + + (d)Esporte(iv).
| Nome do Grupo                                                                       | Instituição                                                                                           | Ano de Criação | Site do CNPq                                  | Situação CNPq          | Site                                                         |
| Centro de Estudos Olímpicos e Paralímpicos                                          | Universidade Federal do Rio Grande do Sul - UFRGS                                                     | 2000           | dgp.cnpq.br/dgp/espelhogrupo/5864564776794440 | Não atualizado no CNPq | Não possui.                                                  |
| Grupo de Estudos Socioculturais em Educação Física                                  | Universidade Federal do Rio Grande do Sul - UFRGS Escola Superior de Educação Física                  | 2001           | dgp.cnpq.br/dgp/espelhogrupo/4952573356502990 | Certificado CNPq       | http://www.ufrgs.br/gesef/                                   |
| GESPORTE - Gestão e Marketing da Educação Física, Esporte, Saúde e Lazer            | Universidade de Brasília - UnB Faculdade de Educação Física                                           | 2002           | dgp.cnpq.br/dgp/espelhogrupo/3507236297143321 | Certificado CNPq       | https://www.gesporte.net/                                    |
| Grupo de Pesquisa em Lazer, Esporte e Sociedade - GPLES                             | Instituto Federal de Educação, Ciência e Tecnologia do Rio Grande do Norte - IFRN                     | 2002           | dgp.cnpq.br/dgp/espelhogrupo/3537298533385637 | Certificado CNPq       | Não possui.                                                  |
| Grupo de Estudos e Pesquisa em Gestão do Esporte GEPAE                              | Universidade de São Paulo - USP Escola de Educação Física e Esporte                                   | 2003           | dgp.cnpq.br/dgp/espelhogrupo/4110707595524570 | Certificado CNPq       | https://gepae.wordpress.com/                                 |
| Implementação e Controle Estratégicos - CONTEST                                     | Universidade do Vale do Rio dos Sinos - UNISINOS                                                      | 2004           | dgp.cnpq.br/dgp/espelhogrupo/6077720364520597 | Certificado CNPq       | Não possui.                                                  |
| Grupo de Estudos e Pesquisa em Educação Física, Esporte e Lazer - GEPEFEL           | Universidade do Estado da Bahia - UNEB Departamento de Educação (DEDC) - Campus II                    | 2007           | dgp.cnpq.br/dgp/espelhogrupo/6714980164417099 | Certificado CNPq       | Não possui.                                                  |
| Centro de Estudos de Educação Física, Esporte e Lazer                               | Pontifícia Universidade Católica de Minas Gerais - PUC Minas Instituto de Ciências Biológicas e Saúde | 2008           | dgp.cnpq.br/dgp/espelhogrupo/7941306353934847 | Certificado CNPq       | https://www.pucminas.br/esportes/ceefel/Paginas/default.aspx |
| Engenharia de Produção do Entretenimento                                            | Universidade Federal do Rio de Janeiro - UFRJ Departamento de Engenharia Industrial                   | 2008           | dgp.cnpq.br/dgp/espelhogrupo/0104135724089071 | Certificado CNPq       | Não possui.                                                  |
| Grupo de Pesquisa em Ciências do Esporte ( GPCE )                                   | Universidade Tecnológica Federal do Paraná - UTFPR                                                    | 2010           | dgp.cnpq.br/dgp/espelhogrupo/1584527663002645 | Certificado CNPq       | Não possui.                                                  |
| Laboratório em Gestão de Políticas de Saúde, Esporte e Lazer                        | Universidade Federal de Pernambuco - UFPE                                                             | 2010           | dgp.cnpq.br/dgp/espelhogrupo/2921861524869232 | Certificado CNPq       | Não possui.                                                  |
| Laboratório Intercontinental de Gestão do Desporto (LIGD)                           | Universidade Salgado de Oliveira - UNIVERSO                                                           | 2011           | dgp.cnpq.br/dgp/espelhogrupo/5370965216864376 | Certificado CNPq       | http://www.cafigueiredo.org/                                 |
| NPGDEL - Núcleo de Pesquisa em Gestão Desportiva e de Lazer                         | Instituto Federal do Ceará - Reitoria - IFCE                                                          | 2013           | dgp.cnpq.br/dgp/espelhogrupo/0654044436952774 | Certificado CNPq       | Não possui.                                                  |
| Esportes e Atividade Física                                                         | Universidade Anhembi Morumbi - UAM                                                                    | 2014           | dgp.cnpq.br/dgp/espelhogrupo/4681773051056223 | Não atualizado no CNPq | Não possui.                                                  |
| Grupo de Pesquisa em Esporte e Gestão - Gequip ESEF/UPE                             | Universidade de Pernambuco - UPE Escola Superior de Educação Física                                   | 2014           | dgp.cnpq.br/dgp/espelhogrupo/3820485089689501 | Certificado CNPq       | https://gequip-esef.wixsite.com/gequipesef                   |
| GEPECOM - Grupo de Pesquisa e Estudos em Comunicação e Marketing                    | Universidade de São Paulo - USP Escola de Educação Física e Esporte                                   | 2015           | dgp.cnpq.br/dgp/espelhogrupo/8696533373111280 | Não atualizado no CNPq | Não possui.                                                  |
| GPELS - Grupo de Estudos e Pesquisas Sobre Gestão do Esporte, Lazer e Saúde         | Universidade Federal de Uberlândia - UFU Faculdade de Educação Física                                 | 2015           | dgp.cnpq.br/dgp/espelhogrupo/2041311623637230 | Certificado CNPq       | Não possui.                                                  |
| Grupo de Estudo em Educação Física, Esportes e Lazer - FHO                          | Centro Universitário Herminio Ometto de Araras - UNIARARAS                                            | 2017           | dgp.cnpq.br/dgp/espelhogrupo/8575182702316186 | Não atualizado no CNPq | Não possui.                                                  |
| Grupo de Estudos e Pesquisas em Gestão Esportiva (GEPEGE)                           | Universidade Estadual Paulista Júlio de Mesquita Filho - UNESP Instituto de Biociências de Rio Claro  | 2017           | dgp.cnpq.br/dgp/espelhogrupo/6133762278734214 | Certificado CNPq       | Não possui.                                                  |
| Sport.MaP - Grupo de Pesquisa em Gestão e Políticas do Esporte                      | Universidade Estadual de Campinas - UNICAMP Faculdade de Ciências Aplicadas                           | 2017           | dgp.cnpq.br/dgp/espelhogrupo/9584250244951877 | Certificado CNPq       | https://sportmapfca.wixsite.com/sportmap                     |
| Grupo de Estudo em Cultura Esporte e Lazer                                          | Instituto Federal do Ceará - Reitoria - IFCE                                                          | 2018           | dgp.cnpq.br/dgp/espelhogrupo/4084470289612353 | Certificado CNPq       | Não possui.                                                  |
| Grupo de Pesquisa em Educação Física e Ciências do Esporte                          | Universidade Federal Rural de Pernambuco - UFRPE                                                      | 2018           | dgp.cnpq.br/dgp/espelhogrupo/0095320695022483 | Certificado CNPq       | Não possui.                                                  |
| Grupo de Pesquisa em Gestão do Esporte- GPGE                                        | Universidade Tecnológica Federal do Paraná - UTFPR Campus Curitiba                                    | 2018           | dgp.cnpq.br/dgp/espelhogrupo/9402817038377380 | Certificado CNPq       | Não possui.                                                  |
| Atelier da Gestão Esportiva                                                         | Universidade da Amazônia - UNAMA                                                                      | 2019           | dgp.cnpq.br/dgp/espelhogrupo/4059968518177086 | Certificado CNPq       | Não possui.                                                  |
| Gestão de Politicas Públicas do Esporte, Lazer e Promoção de Saúde                  | Instituto Federal de Educação, Ciência e Tecnologia do Espírito Santo - IFES                          | 2019           | dgp.cnpq.br/dgp/espelhogrupo/0100699084802601 | Não atualizado no CNPq | Não possui.                                                  |
| Grupo de Estudo e Pesquisa em Gestão do Esporte                                     | Universidade Federal Rural do Rio de Janeiro - UFRRJ Departamento de Educação Física e Desportos      | 2019           | dgp.cnpq.br/dgp/espelhogrupo/8590344455732098 | Certificado CNPq       | Não possui.                                                  |
| Grupo de Pesquisa em Esporte, Gestão, Cultura e Lazer - GPEG                        | Faculdades Integradas Hélio Alonso - FACHA                                                            | 2019           | dgp.cnpq.br/dgp/espelhogrupo/5319630667959764 | Certificado CNPq       | Não possui.                                                  |
| Laboratório de Estratégia, Marketing, Empreendedorismo e Inovação                   | Universidade Federal do Cariri - UFCA                                                                 | 2019           | dgp.cnpq.br/dgp/espelhogrupo/3640794855465130 | Certificado CNPq       | Não possui.                                                  |
| Lazer, Gestão e Política (LAGEP)                                                    | Universidade Federal de Ouro Preto - UFOP Centro Desportivo                                           | 2019           | dgp.cnpq.br/dgp/espelhogrupo/0845127575156736 | Certificado CNPq       | Não possui.                                                  |
| Grupo de Estudos e Pesquisas em Reabilitação Cardiovascular e Metabólica            | Universidade Estadual do Maranhão - UEMA Centro de Estudos Superiores de São João dos Patos           | 2020           | dgp.cnpq.br/dgp/espelhogrupo/3754977102025475 | Certificado CNPq       | Não possui.                                                  |
| Grupo de Estudos e Pesquisas Socioculturais em Educação Física e Esporte (GEPESEFE) | Universidade do Estado de Minas Gerais - UEMG                                                         | 2020           | dgp.cnpq.br/dgp/espelhogrupo/8071577348814292 | Certificado CNPq       | Não possui.                                                  |

## Organizações
Existem diversas organizações (associações) dedicadas ao desenvolvimento da Gestão do Esporte enquanto área de conhecimento. Elas representam a possibilidade de desenvolvimento e disseminação do conhecimento científico, maior intercâmbio entre pesquisadores e profissionais e são um importante foro para a discussão de temas relevantes, através da realização de congressos anuais e da publicação de revistas científicas. Existe a North American Society for Sport Management (NASSM), fundada em 1985/86; a European Association for Sport Management (EASM), fundada em 1993; a Sport Management Association of Australia and New Zealand (SMAANZ), fundada em 1995; a Asian Association for Sport Management (AASM), fundada em 2005; a Asociación Latinoamericana de Gerência Deportiva (ALGEDE), fundada em 2009; e a African Sport Management Association (ASMA), fundada em 2010. 
Ainda existem outras iniciativas, como a Aliança Intercontinental de Gestão do Desporto (AIGD), fundada em 2010 e a World Association for Sport Management (WASM), fundada em 2012.
Em muitos países existem sua associação nacional. No Brasil, temos a Associação Brasileira de Gestão do Esporte (Abragesp). 
A Abragesp foi fundada em 2009 por um conjunto de docentes e pesquisadores da área, constituindo-se uma associação técnico-científica e sem fins lucrativos. A associação tem o objetivo de incentivar pesquisas, estudos, congressos, cursos e demais iniciativas (Revistas Científicas, Grupos de Estudos e Prêmios) que tenham por objetivo a produção, o estímulo e a disseminação de conhecimento na área da Gestão do Esporte no Brasil.  A Abragesp também apoia boas práticas de gestão relacionadas ao esporte.
As principais ações da Abragesp envolvem a realização do Congresso Brasileiro de Gestão do Esporte (CBGE) e a co-produção da Revista de Gestão e Negócios do Esporte (RGNE), além do Prêmio Abragesp de Teses, Dissertações e Trabalhos de Conclusão de Curso em Gestão do Esporte. Também desenvolve parcerias para o apoio de eventos, canais de mídia, cursos e demais iniciativas que busquem pelo desenvolvimento e a disseminação de conhecimento da Gestão do Esporte no Brasil.